# Desis crosslandi
Desis crosslandi là một loài nhện trong họ Desidae.
Loài này thuộc chi Desis. Desis crosslandi được miêu tả năm 1903 bởi Reginald Innes Pocock.